# Särkiluoma (sjö, lat 65,62, long 28,80)
Särkiluoma är en sjö i Finland. Den ligger i kommunen Kuusamo i landskapet Norra Österbotten, i den nordöstra delen av landet, 600 km norr om huvudstaden Helsingfors. Särkiluoma ligger 241,3 meter över havet. Den är 6 meter djup. Arean är 4,74 kvadratkilometer och strandlinjen är 13,43 kilometer lång. Sjön  ingår i Ijo älvs huvudavrinningsområde.   Den sträcker sig 2,4 kilometer i nord-sydlig riktning, och 5,2 kilometer i öst-västlig riktning.
I sjön finns bland annat ön Isosaari med Pikkusaari.
I övrigt finns följande vid Särkiluoma:
- Koikkojärvi (en sjö)
- Kontioluoma (en sjö)
- Pajuluomat (sjöar)